# (199194) Calcatreppola
(199194) Calcatreppola  es un asteroide perteneciente al cinturón de asteroides, descubierto el 3 de enero de 2006 por S. Sposetti desde el Observatorio Astronómico de Gnosca, en Suiza.

## Designación y nombre
Calcatreppola se designó inicialmente como 2006 AO.
Fue nombrado por Calcatreppola marittima ( Eryngium maritimum ) es una planta que se puede encontrar cerca de las costas de Cerdeña, Italia. Los habitantes de la isla la llaman Corra de screu.

## Características orbitales
Calcatreppola orbita a una distancia media del Sol de 2,274 ua, pudiendo acercarse hasta 1,937 ua y alejarse hasta 2,612 ua. Tiene una excentricidad de 0,148 y una inclinación orbital de 4,175 grados. Emplea en completar una órbita alrededor del Sol 1252,74 días.

## Características físicas
Su magnitud absoluta es 17,37. 